# Efekt aureoli (psychologia)
Efekt aureoli, efekt halo – tendencja do automatycznego, pozytywnego (efekt Galatei, efekt nimbu, anielski efekt halo) lub negatywnego (efekt Golema, szatański efekt halo), przypisywania cech osobowościowych na podstawie pierwszego wrażenia.
Jest odmianą podstawowego błędu atrybucji. Polega na tym, że przypisanie jednej ważnej pozytywnej lub negatywnej właściwości (mówiąc obrazowo, „aureola” może być pozytywna lub negatywna) wpływa na skłonność do przypisywania innych – niezaobserwowanych – właściwości, które są zgodne ze znakiem emocjonalnym pierwszego przypisanego atrybutu.
Istotą efektu aureoli jest przypisanie komuś (atrybucja) ważnej pozytywnej lub negatywnej cechy wewnętrznej. Przypisanie cechy nieważnej nie musi wywołać efektu aureoli. Najważniejszymi atrybutami posiadającymi moc wywoływania efektu aureoli są: mądrość/głupota, dobroć/zło, nieatrakcyjność/atrakcyjność fizyczna oraz wygląd zewnętrzny (na przykład schludny/niechlujny).

## Przykłady
- Punktualność jest dla mnie ważną wartością. Spotykam nową osobę i zauważam, że jest ona punktualna, więc będę skłonny myśleć, że jest inteligentna, przyjazna, uczciwa.
- Spotykam osobę, którą oceniam jako niekulturalną i agresywną. Będę skłonny o niej myśleć, że jest leniwa i ma zaściankowe poglądy.